# Virgen del Carbayu
Nuestra Señora de El Carbayu es una advocación de la Virgen María que se encuentra en el Santuario con el mismo nombre, en el concejo asturiano de Langreo, España. Es la patrona del municipio desde 1954 como símbolo de unión entre sus pueblos aunque es un advocación de origen medieval.

## Historia

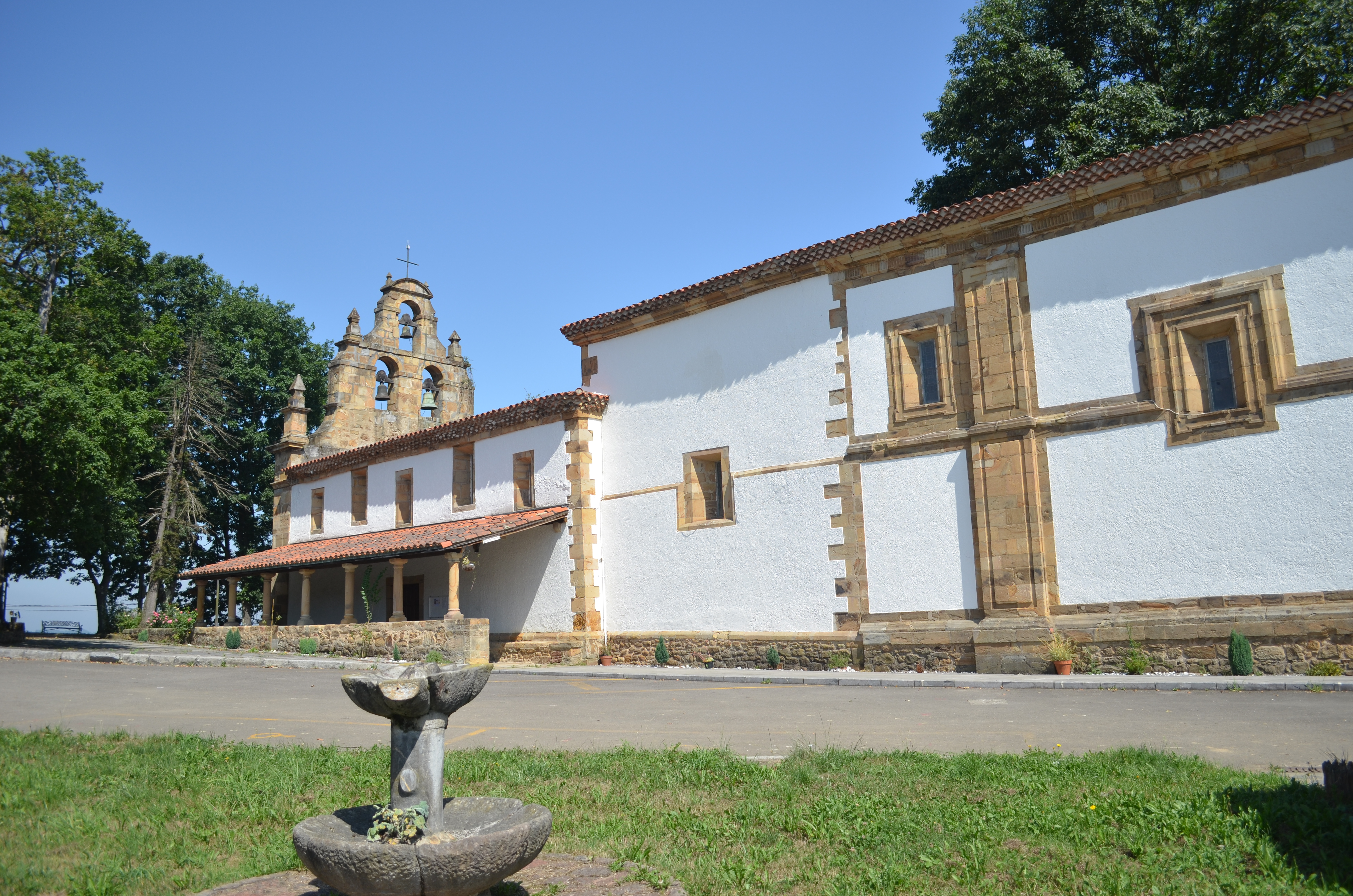
Santuario de Nuestra Señora del Carbayu

Según la leyenda, la Virgen se apareció hace siglos sobre un roble (carbayu en asturiano) a los trabajadores que estaban construyendo una ermita en otra ubicación diferente a la actual. La historia popular dice que el pan que llevaban para almorzar se convirtió en piedra, de ahí que ese lugar se llame actualmente Pampiedra. Su voluntad era la de construir el templo en el lugar donde se encuentra hoy, desde donde se domina todo el Valle de Langreo y varias cumbres. De ahí que la figura de la Virgen se ubique sobre un tronco de roble, a su vez en un retablo barroco en el interior del santuario. También se relaciona su origen  con alguna de las epidemias de peste de la Edad Media. 
En el siglo XVII nació una cofradía en su nombre. 

### La imagen
Es una imagen en la que se muestra a la Virgen con la mirada hacia el frente y caída, cubierta por un largo ropaje y manto bordado en colores dorados de manera artesanal. No aparece con la figura del Niño Jesús, en su lugar lleva un rosario y un escapulario, y a sus pies cabezas de querubines. Destaca su corona plateada con aureola. La figura se sitúa en un retablo barroco sobre un tronco de árbol. Cada 8 de septiembre se realiza la procesión por el santuario, cuando se celebra su festividad. Durante la Guerra de Independencia los franceses saquearon el templo, y en septiembre de 1933 la imagen fue quemada en la plaza del santuario. 
En octubre de 2016 el gobierno municipal retiró una pequeña réplica de la imagen que se encontraba en el interior del Ayuntamiento de Langreo, hecho que causó una gran polémica. Fue trasladada a a la capilla del Asilo Virgen del Carbayu. Existe otra réplica en lo alto del monte Cogollu, en una vitrina en el interior de un tronco.

## Himno
El Himno a la Virgen del Carbayu fue escrito por José León Delestal, mismo autor que el himno de Langreo, con motivo de su proclamación como patrona del municipio. La música es de Ángel Émbil Ecenarro. La letra guarda relación con la tradición industrial de la zona.
- Datos: Q6163576